# Алядин, Шамиль
Шами́ль Аляди́н (крымскотат. Şamil Alâdin; настоящее имя Шамиль Сеитович Алядинов; крымскотат. Şamil Seit oğlu Alâdinov; 12 июля 1912, село Махульдюр, Крым — 21 мая 1996, Симферополь, Крым) — крымскотатарский прозаик, поэт и общественный деятель, заслуженный деятель искусств и заслуженный работник культуры Узбекской ССР. Главный редактор журнала «Йылдыз» (1980—1985).

## Биография
Шамиль Алядин (Шамиль Сеитович Алядинов) родился 12 июля 1912 года в селении Махульдюр Ялтинского уезда (ныне Нагорное Бахчисарайского района Крыма), расположенном в лесах у северных склонов Ай-Петринской яйлы. Кроме Шамиля в семье было ещё три сына и две дочери.
При рождении ему дали имя Кямиль, но в раннем детстве он тяжело заболел. По древнему поверью, чтобы побороть недуг, ребёнку давали новое имя. Так произошло и с мальчиком, ставшим Шамилем

## Учёба
Начальное образование получил в местной школе. Окончил семилетнюю школу в Бахчисарае. Там его учителем был педагог Ягья Байбуртлы, который и пробудил в нём интерес и любовь к литературе
В 15 лет написал первое стихотворение «Соловей рассвета» («Танъ бульбули»), посвящённое известному крымскотатарскому просветителю Исмаилу Гаспринскому, которое было опубликовано в молодёжной газете «Яш къувет»
Вот как он вспоминал это первое радостное событие в своей жизни:
Меня вызвали в учительскую. Меня встретил учитель крымскотатарского языка и литературы Ягъя Байбуртлы, пожав руку, крепко обнял и при других учителях показал напечатанное в газете «Яш къувет» моё стихотворение. Немного подождав, он продолжил: «Из Шамиля получится незаурядный мастер слова. После окончания школы его необходимо направить в Бакинский университет. В этом нам, конечно же, поможет Бекир Чобан-заде, который является профессором данного заведения».
После окончания школы поступил в Симферопольский педагогический техникум (1928—1931 гг.). Здесь он познакомился с известными в то время поэтами Зиядином Джавтобели и Керимом Джаманакълы
По окончании техникума стал студентом заочного отделения Московского литературного института.

## Литературная деятельность
В 1932 г. увидела свет его первая книга стихов «Улыбнулась земля, улыбнулось небо» («Топракъ кульди, кок кульди»)
В конце 1932 г. молодого поэта призвали в армию. Он проходил службу в 7-м полку Червонного казачества в городе Старый Константинов (УССР) в (1932—1934 гг.). Там же он окончил полковую школу и командовал кавалерийским взводом.
В 1935 году вышел его сборник стихов «Песни червонного казака» («Къызыл казакънынъ йырлары»), навеянных проведённым в армии временем.
В 1936 г. стал заместителем редактора крымской газеты «Янъы дюнья». Затем поехал в Дагестан и работал там школьным учителем в горном селе. По комсомольской путёвке уехал на стройку второй пятилетки — Чирчикстрой, где работал экскаваторщиком. В дальнейшем это послужило основой для написания романа «Если любишь» («Эгер севсенъ»).
В 1939 году вернулся в Крым. В том же году стал членом Союза писателей СССР и главой Союза писателей Крыма.
Впервые стал известен на весь СССР, как блестящий переводчик Т. Г. Шевченко после того, как на пленуме Союза писателей СССР в Москве 1939 года Павло Тычина выступил и прочитал на крымскотатарском языке перевод стихотворения «Заповіт», за который Ш. Алядин был награждён Памятной настольной медалью 125 лет со дня рождения Т. Г. Шевченко.
В 1940 году вышла книга «Жизнь» («Омюр»), в которую вошло его первое прозаическое произведение «Лестница» («Мердивен»).
26 июня 1941 года ушёл добровольцем на фронт, командовал взводом на Юго-Западном фронте. В феврале 1943 года был тяжело ранен. Через два с половиной месяца, проведённых в госпитале, направляется в штаб Северо-Кавказского фронта, оттуда — в распоряжение штаба партизанского движения в Крыму. В апреле 1944 года вернулся в Симферополь. Был членом Комиссии по оценке ущерба, нанесённого войной Крыму.
За несколько дней до депортации выехал в командировку в Алушту для набора артистов для создаваемого ансамбля «Хайтарма». Вернувшись в Симферополь, он не застал своей семьи, был арестован и вынужден покинуть Крым. Он выехал в Среднюю Азию на поиски семьи. В Узбекистане, в городе Чинабаде, он нашёл свою умирающую от голода жену и маленькую дочь Диляру.
Прожив в Чинабаде около четырёх месяцев, с семьёй переехал в Андижан, где работал в местной газете. Через полгода, в мае 1945 года, благодаря содействию председателя Союза писателей СССР Александра Фадеева, получил разрешение на переезд в Ташкент. Там он работал директором Театра юного зрителя, директором Дворца железнодорожников, а с 1949 г. — ответственным секретарём правления Союза писателей Узбекистана. В этот период, как он вспоминал в автобиографической повести «Я ваш царь и бог», неформальную поддержку ему оказывал писатель Айбек, который помогал ему найти работу после увольнения за активную гражданскую позицию.
В 1953—1957 гг. учился на вечернем отделении Ташкентского педагогического института им. В.Белинского.
Являлся активным членом инициативной группы, борющейся за возвращение на родину. Принимал участие в написании писем в адрес руководителей ЦК КПСС с требованием возвращения крымских татар на Родину — в Крым, выезжал с группой участников крымскотатарского национального движения в Москву. За активную деятельность в национальном движении его неоднократно увольняли с занимаемых должностей.
Объединял и возглавлял группу крымскотатарских интеллигентов и, используя своё влияние и авторитет, добился разрешения и принял активное участие в создании ансамбля «Хайтарма», газеты «Ленин байрагъы», журнала «Йылдыз», радиопередач на крымскотатарском языке, редакции крымскотатарской поэзии и прозы в издательстве им. Г. Гуляма.
Добивался восстановления и реабилитации исключённых после депортации из Союза писателей крымскотатарских писателей. По инициативе и при его непосредственном участии в Узбекистане была создана секция крымскотатарских писателей при Союзе писателей Узбекистана, которую он возглавлял в течение нескольких лет.
Дважды избирался председателем Литфонда СП Узбекистана, работал с писателями Шарафом Рашидовым, Камилем Яшеном и др. В период когда Ш. Алядин являлся председателем Литфонда СП Узбекистана, достиг пика своего благосостояния С 1980 по 1985 год возглавлял журнал «Йылдыз». За заслуги в области литературы удостоен звания «Заслуженный деятель искусств Узбекской ССР» (1982 г.)

## Творчество
Является автором более 70 произведений, которые были переведены на разные языки.
Особое место в творчестве Ш. Алядина занимает повесть «Приглашение к дьяволу на пир» («Иблиснинъ зияфетине давет»), написанная в 1979 году. В этой книге автор первым из советских крымскотатарских писателей рассказал про кумира далёкого детства, просветителя Исмаила Гаспринского и известного поэта-демократа, учителя — оджа — Шамиля Усеина Токтаргазы.
После окончания второй мировой войны написал несколько произведений на военную тематику, а также повести «Сын Чауша» («Чауш огълу»), «Теселли», романы «Если любишь» («Эгер севсенъ») и «Фонари горят до рассвета» («Рузгардан саллангъан фенерлер»). В 1971 г. вышла повесть «Девушка в зелёном», в 1972 г. — книга повестей и рассказов «Эльмаз». В 1987 г. вышел сборник произведений Шамиля Алядина «Чорачыкълар». В одноимённом произведении автор описал образы своих учителей и красоты родного Крыма.
В 1985 году вышел на пенсию, проживал на даче под Ташкентом в Дормене. Там же он начал писать исторический роман о прославленном полководце Тугай-бее, о помощи крымскотатарского войска в борьбе Богдана Хмельницкого за независимость Украины (роман остался незавершённым).
Оставил после себя целую плеяду воспитанников — крымскотатарских писателей. О его жизни и творчестве написано немало статей, очерков, книги М. Кошчанова, Г. Владимирова, сняты телевизионные фильмы: «След на земле» и др. Произведения Ш. Алядина входят в программу средних и высших учебных заведений.

### Произведения
Поэзия
- Tañ bülbuli (1927)
- Bir kün dermiz (1928)
- Çokuç davuşı (1928)
- Batareya (1928)
- Keldim ocağıña (1929)
- O yerlerde (1929)
- Kelirim (1929)
- Deñizci bir yaş edi (1929)
- Topraq küldi… kök küldi (1929)
- Demirler sesi (1929)
- Omyr sevgisi (1929)
- Savxoz jaqlarında (1930)
- Jalınlı topraqlar (1930)
- Men ve furtuna (1930)
- Udar (1930)
- Yarınki yurtlar (1930)
- Yalınlı topraqlar (1930)
- Dalğalarnı terk (1930)
- Dalqalar eteginde (1930)
- Dondan bir atlı (1930)
- Kervan qızı (1930)
- Barsın şaqıldasınlar (1931)
- Elpide (Cenüp yıldızı) (1931)
- Qal, ketme, Zarnava! (1933)
- Kara qız (1934)
- Ey, büyük Ukraina (1934)
- Makar, sen yırcımız ol (1934)

- Savlıqnen qal (1934)
- Orduğa ketem (1934)
- Frontta (1934)
- Dağda bir çekist tura (1935)
- Partizan yırı (1935)
- Ana (1935)
- Seniñ eşqın içün (1935)
- Keldik (1937)
- Qapina keldim (1937)
- Uyan, bavrım, uyan (1937)
- Çinar tübünde (1938)
- Canköy yolunda (1938)
- Vasiet (перевод «Заповит» Т. Г. Шевченка) (1939)
- Yellerniñ davuşı (1939)
- Ömür (1939)
- Acizlik ile çatışuv (1939)
- Qayğarmañız, dostlar (1940)
- Okop içinde (1941)
- Qart emenler (1941)
- Eki qurşun (1945)
- Yolcu (1945)
- Sevdim seni (1958)
- Bu suratlı, bu mürekkep ayat (1958)
- Efkârlım azaçıq
- Daqdan keldim
- Çingene qızı

Проза
- Sensiñmi, oğlum (повесть, 1938)
- Merdiven (повесть, 1940)
- Üzülgen yipniñ bağlanuvı (повесть, 1957)
- Çauş oğlu. (повесть 1957)
- И так бывает. (рассказ, 1957)
- Teselli. (повесть, 1957)
- Eger sevseñ (роман, 1959)
- Yeşil yapıncalı qız. (рассказ, 1961)
- Başmaq davuşları. (рассказ, 1963)
- Mermer basamaqlar. (рассказ, 1965)
- Orus Qırımda… (документальный рассказ, 1968)
- Ruzgârdan sallanğan fenerler (роман, 1969)
- Elmaz… Tah-tah quş maallesinden (рассказ. 1970)
- Siz ökünmeñiz, Saniyat (повесть, 1971)
- Sahra (рассказ, 1973)
- Sınğan qancal (повесть, 1974)
- Furtuna tınğan soñ. (повесть, 1975)
- İblisniñ ziyafetine davet. (повесть, 1979)
- Bizge ne oldı? (документальный рассказ, 1981)
- Ayat toqtamay… devam ete (рассказ, 1981)
- Çoraçıqlar (повесть, 1983)
- Yüksek hızmet. (1983)
- Şerefli, dülber tilimiz (документальный рассказ, 1989)
- Qırım — bizim toprağımız (документальный рассказ, 1991)
- Qadimiy tatarlar tarihından. (Vesiqalı ikâye. 1994)
- Я — Ваш царь и Бог (повесть, 1994)
- Mahuldürge bardım, ağlap qayttım (документальный рассказ, 1995)
- Kreml qurbanları (документальный рассказ, 1995)
- İtiraf (документальный рассказ, 1995)
- Qanlı cenk yılları (документальный рассказ, 1995)
- Bizge ne oldı (документальный рассказ, 1996)
- Tuğay-bey (неоконченный роман)

## Возвращение в Крым
В 1994 году с семьёй возвратился в Крым, в Симферополь.
Здесь он ни на день не прекращал своей литературной деятельности: в газетном варианте вышли документальный очерк «Жертвы Кремля», а затем автобиографическая повесть «Я — ваш царь и бог», в которой он повествует о тяжёлых годах жизни крымскотатарского народа в депортации.
21 мая 1996 года скончался в возрасте 84 лет и был похоронен на кладбище «Абдал» в городе Симферополе.

## Награды и звания
- орден Отечественной войны II степени (1985)[1]
- орден «Знак Почёта» (11.01.1957)[5]
- заслуженный работник культуры Узбекской ССР (1973)[1]
- заслуженный деятель искусств Узбекской ССР (1982)[1]
- медаль «За трудовую доблесть» (1970)[1]
- медаль «За трудовое отличие» (1971)[1]
- медаль «Ветеран труда» (1978)[1]

## Память
В честь Шамиля Алядина названа улица в Железнодорожном районе Симферополя.